# Gnaphosa stussineri
Gnaphosa stussineri är en spindelart som beskrevs av Simon 1885. Gnaphosa stussineri ingår i släktet Gnaphosa och familjen plattbuksspindlar.
Artens utbredningsområde är Grekland. Inga underarter finns listade i Catalogue of Life.